# Sydney Olympic Park Hockey Centre
O Sydney Olympic Park Hockey Centre, também chamado de State Hockey Centre é um estádio localizado em Sydney, Nova Gales do Sul, Austrália.
Foi inaugurado em 1998 no Parque Olímpico de Sydney para receber as competições de hóquei sobre a grama nos Jogos Olímpicos de Verão de 2000. Possui capacidade para 8.000 torcedores, durante os jogos teve sua capacidade ampliada para 15.000, é o principal local de treinamento da seleção autraliana do esporte, também costuma receber partidas de futebol americano e lacrosse.